# San-Bernardino-Straße
Die San-Bernardino-Straße ist eine Meerenge zwischen der philippinischen Insel Samar und der Bicol-Halbinsel, im Südosten der größten philippinischen Insel Luzon.
Sie verbindet die Samar-See im Südwesten mit der Philippinensee im Nordosten. An der engsten Stelle ist sie weniger als 20 km breit. In ihrem Süden liegen die Inseln Calintaan, Capul, Dalupiri und Burabud, im Nordosten unter anderem Langub und San Bernardino Island. Am Übergang der Samar-See in den Meeresarm liegen die Naranjo-Inseln.
1543 erreichte die Expedition von Ruy López de Villalobos die Philippinen und befuhr die San-Bernardino-Straße.
Im Zweiten Weltkrieg lief eine japanische Flotte durch die Meerenge auf ihrem Weg zur Schlacht vor Samar als Teil der See- und Luftschlacht im Golf von Leyte.

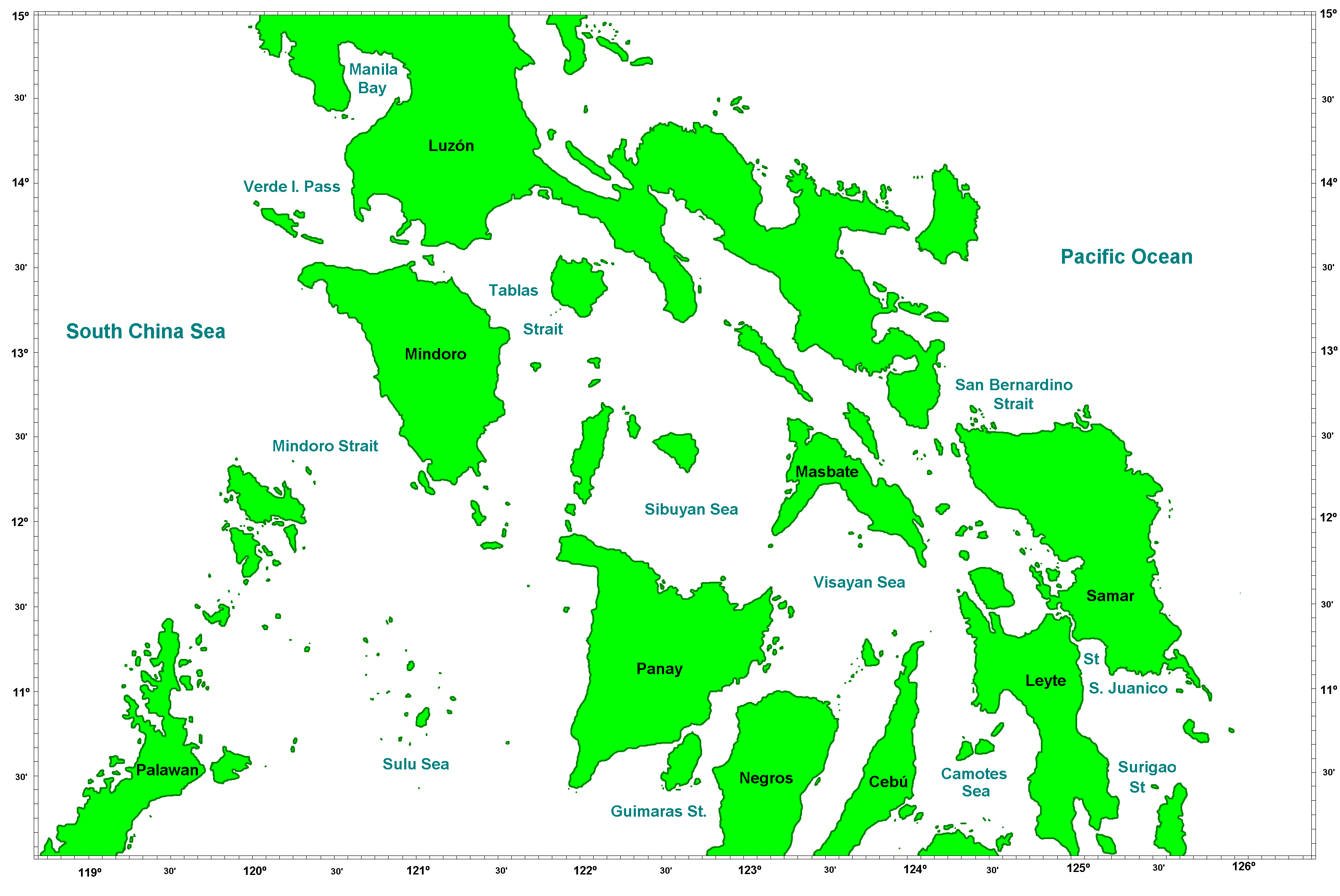
Karte mit der San-Bernardino-Straße (San Bernardino Strait) im Osten